# Danny Thomas (Schauspieler)

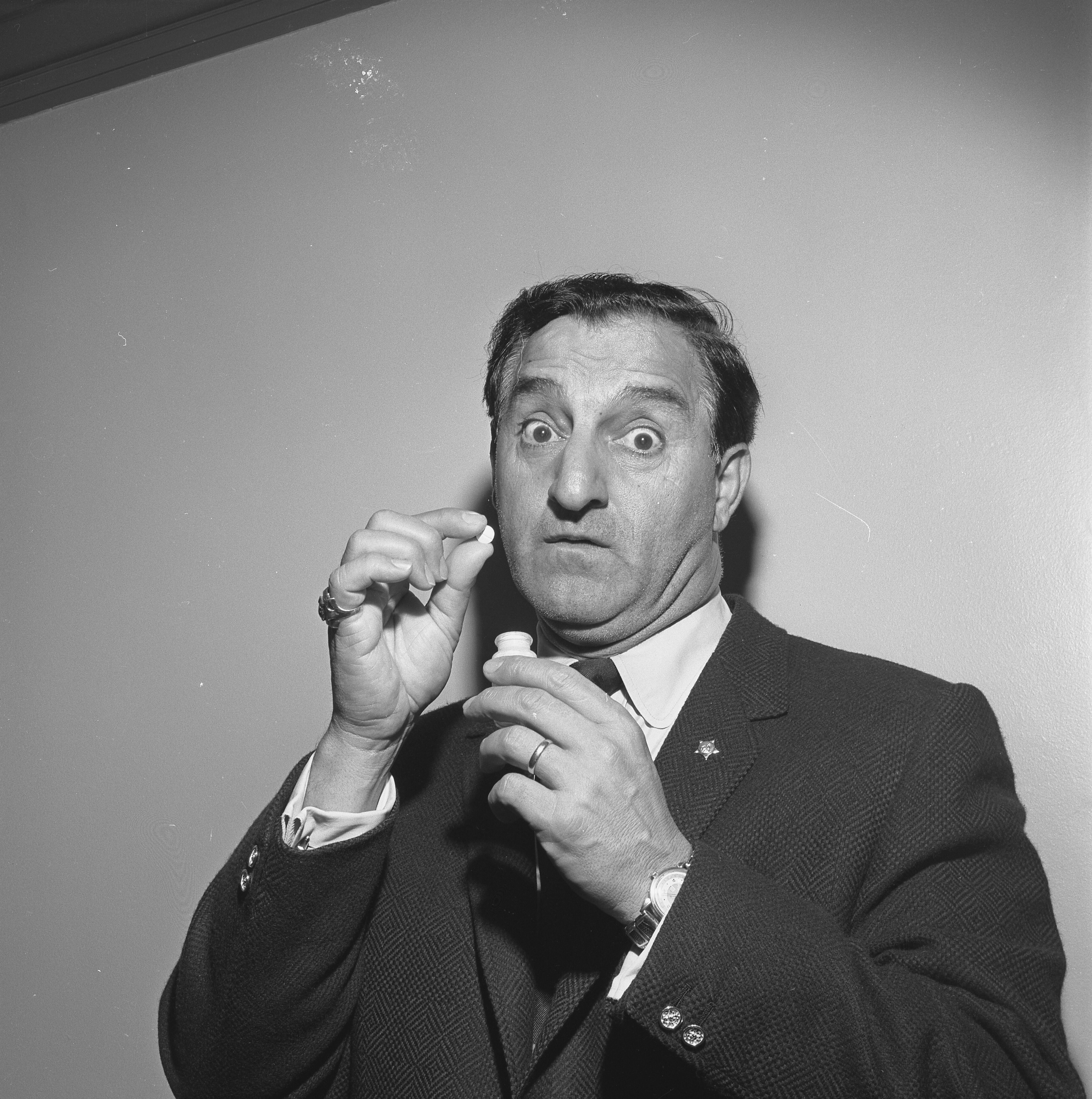
Danny Thomas (1963)

Danny Thomas, eigentlich Amos Alphonsus Muzyad Yaqoob (* 6. Januar 1912 in Deerfield, Michigan; † 6. Februar 1991), war ein US-amerikanischer Film- und Fernsehschauspieler und Comedian.

## Leben
Amos Alphonsus Muzyad Yaqoob wurde als Sohn von Charles und Margaret Jacobs in Deerfield, Michigan, geboren. Er war libanesischer Abstammung. Zuerst trat er unter seinem anglifizierten Namen Amos Jacobs auf, später dann unter dem Künstlernamen Danny Thomas. Dieser Name setzte sich aus den Vornamen seiner beiden Brüder zusammen.
Er spielte The Jazz Singer (1952), einem Remake des Originals von 1927. 1951 spielte er an der Seite von Doris Day den Liedermacher Gus Kahn in dem Film I’ll See You in My Dreams (dt. In all meinen Träumen bist Du).
Nach der in der ersten Staffel After Make Room for Daddy und später als Danny Thomas Show bekannten Show wurde er ein sehr bekannter Fernsehproduzent. Er arbeitete an vielen bekannten Shows, beispielsweise The Dick Van Dyke Show, The Andy Griffith Show und The Mod Squad. Thomas produzierte auch zwei Serien für Walter Brennan: The Tycoon und The Guns of Will Sonnett, beide in den 1960er Jahren ausgestrahlt von der American Broadcasting Company (ABC).

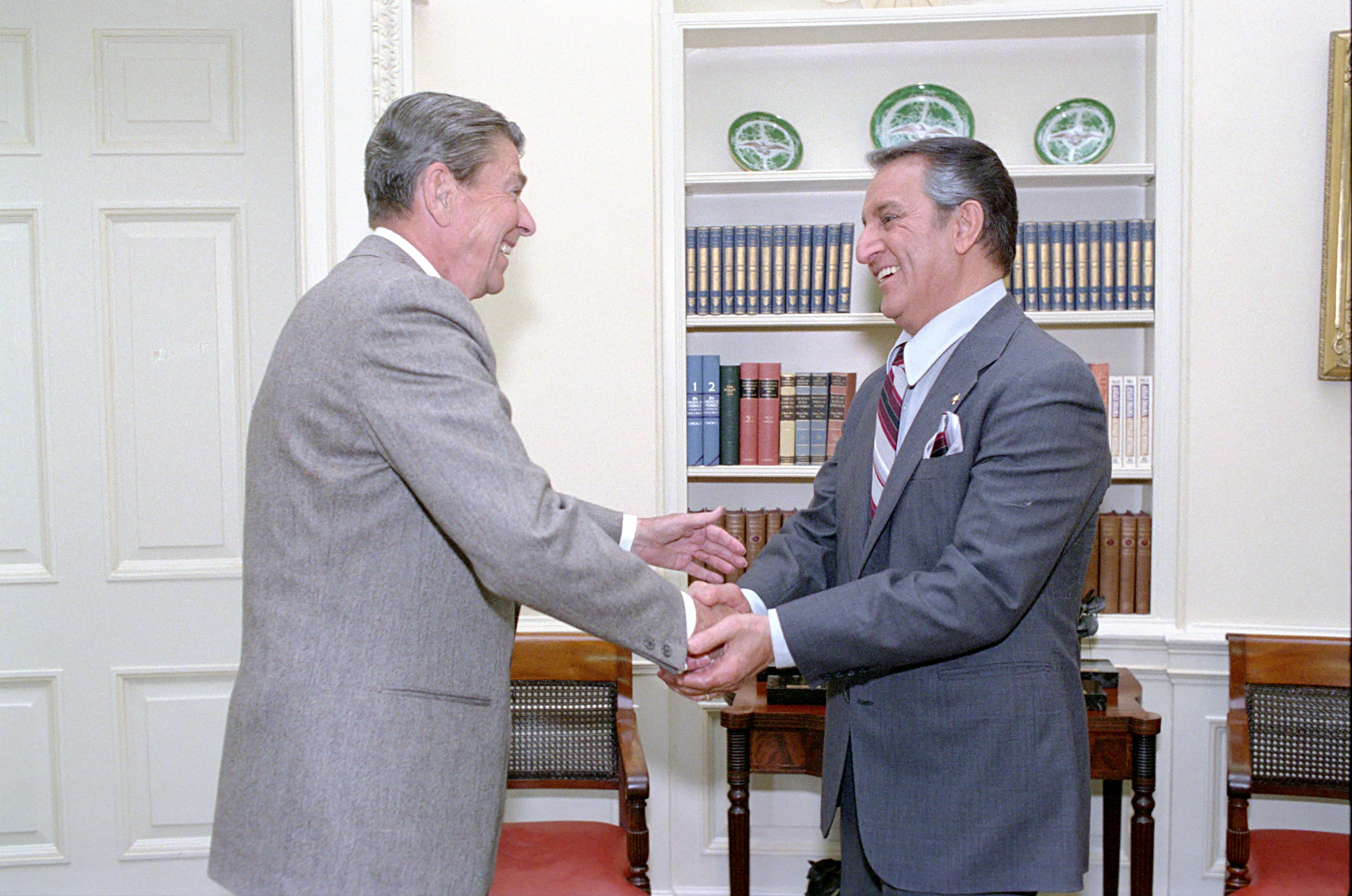
Danny Thomas (rechts) mit Ronald Reagan im Weißen Haus (1985)

Als großer Menschenfreund bekannt, gründete Thomas 1962 das St. Jude Children’s Research Hospital in Memphis, Tennessee. Dieses Krankenhaus behandelte tausende an Krebs erkrankter Kinder. 1996 bekamen zwei der Forscher dort den Nobelpreis für Medizin für ihre Forschungen über das Immunsystem von Kindern. Ab dem 15. März 1984 war Thomas ein Mitglied im Bund der Freimaurer und sehr aktiv tätig bei den Shriners.
Danny Thomas starb am 6. Februar 1991 an einem Pneumothorax im Alter von 79 Jahren auf seinem Anwesen, 1187 North Hillcrest Road. Er hatte wenige Tage zuvor einen Werbefilm für das St. Jude Children’s Research Hospital fertiggestellt. Danny Thomas und seine Frau (gestorben 2000) liegen in einer Gruft in einem Mausoleum im St. Jude's Children's Research Hospital in Memphis. Er wurde posthum 2004 mit dem Bob Hope Humanitarian Award ausgezeichnet.
Seine Kinder sind ebenfalls Künstler. Die bekannteste ist seine Tochter Marlo Thomas, die mit Phil Donahue verheiratet war. Sein Sohn Tony Thomas ist ein Fernsehproduzent, und eine weitere Tochter, Terre Thomas, ist ebenfalls Schauspielerin.

## Filmografie (Auswahl)
- 1947: Tanz ohne Ende (The Unfinished Dance)
- 1948: Big City
- 1951: In all meinen Träumen bist Du (I’ll See You in My Dreams)
- 1952: Jazz Singer (The Jazz Singer)
- 1953–1964: The Danny Thomas Show (Fernsehserie, 340 Folgen)
- 1959/1961: Abenteuer im wilden Westen (Dick Powell’s Zane Grey Theater, Fernsehserie, 2 Folgen)
- 1964: Looking for Love
- 1967: Mini-Max (Get Smart, Fernsehserie, 1 Folge)
- 1970–1971: Make Room for Granddaddy (Fernsehserie, 24 Episoden)
- 1972: Rückkehr nach Oz – Ein Zaubermärchen (Journey Back to Oz, Sprechrolle)
- 1974: Ein Sheriff in New York (McCloud, Fernsehserie, 1 Folge)
- 1976–1977: Lachen auf Rezept (The Practice, Fernsehserie, 27 Folgen)
- 1978: Happy Days (Fernsehserie, 1 Folge)
- 1978: Kojak – Einsatz in Manhattan (Kojak, Fernsehserie, 1 Folge)
- 1980–1981: Ach du lieber Vater (I'm a Big Girl Now, Fernsehserie, 19 Folgen)
- 1982/1984: Benson (Fernsehserie, 2 Folgen)
- 1986–1987: One Big Family (Fernsehserie, 25 Folgen)
- 1988: Drei Rentner bügeln alles nieder (Side by Side, Fernsehfilm)
- 1991: Harrys Nest (Empty Nest, Fernsehserie, 1 Folge)

## Auszeichnungen (Auswahl)
- 1971: Nominierung für den Golden Globe in der Kategorie Bester Serien-Hauptdarsteller – Komödie oder Musical für Make Room for Granddaddy